# Oliarus canyonensis
Oliarus canyonensis är en insektsart som beskrevs av Mead 1981. Oliarus canyonensis ingår i släktet Oliarus och familjen kilstritar. Inga underarter finns listade i Catalogue of Life.